# Pálóczi Horváth András
Pálóczi Horváth András (Budapest, 1941. szeptember 29. – ) régész, muzeológus, történész.

## Élete
Érettségi után rokonsága miatt tanárképzésre nem javasolták. Csak két évvel később vették fel az Eötvös Loránd Tudományegyetem történelem és régészet szakára. László Gyula professzor tanítványaként középkori régészetre szakosodott. A magyarországi kunok régészeti emlékeiről írt disszertációt.
1985-ben a kiskunfélegyházi Kiskun Múzeumban A kunok emléke Magyarországon című régészeti kiállítás szerzője. Ez volt az első önálló kunokkal foglalkozó kiállítás. Vándorkiállításként több kunsági város múzeumában is bemutatták. 2013-tól a Pázmány Péter Katolikus Egyetem oktatója.
A Magyar Nemzeti Múzeum munkatársaként tárta fel a szentkirályi középkori kun temetőt. A lakóházakon kívül teljes gazdasági udvarokat (gazdasági épületeket) is feltártak. A feltárt lakóházak a magyar népi építészet, az alföldi középmagyar háztípusnak a középkori előzményeit képviselik. 1996-ban a Magyar Mezőgazdasági Múzeumban Élet egy középkori faluban című 8 évig tartó kiállításon mutatták be az ásatás eredményeit.
Az 1990–2000-es években a Magyar Mezőgazdasági Múzeum munkatársaként is dolgozott, A Magyar Mezőgazdasági Múzeum Közleményeiben is több tanulmánya jelent meg.

## Elismerései
- 2009 Schönvisner István-emlékérem[3]
- A Magyar Köztársasági Érdemrend lovagkeresztje (2011)
- 2014 Carmen miserabile - A tatárjárás magyarországi emlékei - Tanulmányok Pálóczi Horváth András 70. születésnapja tiszteletére. Kecskemét
- 2022 Tatárjárás konferencia - Pálóczi Horváth András 80. születésnapja tiszteletére

## Művei
- Hagyományok, kapcsolatok és hatások a kunok régészeti kultúrájában
- 1989 Besenyők, kunok, jászok
- 2006 Az elpusztult késő középkori falvak morfológiai variációi. Arrabona 44/1, 357-390.
- 2014 Keleti népek a középkori Magyarországon - besenyők, úzok, kunok és jászok művelődéstörténeti emlékei. Piliscsaba.
- 2014 A kunok régészeti kutatásának néprajzi-művelődéstörténeti tanulságai. Ethnographia 125, 79-114.
- 2016 Besenyő és kun régészeti emlékek Magyarországon. In: Zimonyi István - Kovács Szilvia (szerk.): Török nyelvű népek a középkori Magyar Királyságban. Szeged, 35-128. (tsz. Hatházi Gábor)
- 2016 A korai jász oklevelek személyneveinek tanulsága a jász beköltözés kérdésében. In: Bánkiné Molnár Erzsébet Vízöntő (szerk.): Ünnepi kötet a Jászságról Bathó Edit tiszteletére. Szolnok.

Munkatársa volt a Magyar Mezőgazdasági Múzeum által kiadott Magyar agrártörténeti életrajzok című 3 kötetes lexikonnak (Budapest, 1987–1989).